# Atari Karts
Atari Karts est un jeu vidéo de course sorti en 1995 sur Jaguar. Le jeu a été développé par Miracle Designs et édité par Atari.

## Système de jeu
Le jeu est un jeu de course, similaire à Super Mario Kart sur Super Nintendo. Les personnages disponibles sont des nouveaux personnages créés exclusivement pour le jeu comme « Regius le poulet », donc pas de Centipede ou de Pong, à part « Bentley Bear » du jeu Crystal Castles. Les circuits sont plats, ce qui est rare pour un jeu sur une console 3D. Il y a des objets qu'on utilise qui accélèrent, ralentissent ou bloquent un joueur.